# Harold Foshay
Harold Foshay est un acteur américain né le 27 avril 1883 à New York (État de New York), et mort le 23 février 1953 à Charleston (Caroline du Sud).

## Filmographie
- 1915 : The Goddess
- 1915 : The Honeymoon Pact
- 1915 : The Lesson of the Narrow Street
- 1915 : The Reward
- 1916 : The Scarlet Runner
- 1916 : Thou Art the Man : Dr. Lamberton
- 1916 : Kennedy Square : Doctor
- 1916 : The Hunted Woman : Paul Blackton
- 1916 : Myrtle the Manicurist
- 1916 : The Shop Girl : Lord Rayglan
- 1916 : The Tarantula : Brokaw
- 1918 : The Desired Woman, de Paul Scardon : Andy Buckton
- 1918 : The Soap Girl : Jimmie Sanford
- 1919 : The Girl Problem : Hasbrook
- 1920 : Other Men's Shoes : Jacob Dreener
- 1920 : Dr. Jekyll and Mr. Hyde : Edward Utterson
- 1920 : The Stimulating Mrs. Barton
- 1920 : Voices : Frank Mears
- 1921 : The Devil's Confession : Neil Drake
- 1921 : The Shadow
- 1922 : Why Not Marry?
- 1924 : Youth for Sale de Christy Cabanne : Edward Higgins
- 1926 : The Brown Derby : Frank Boyle
- 1932 : The Unwritten Law : Steward
- 1936 : Dix ans de mariage (To Mary – with Love) de John Cromwell : Doctor
- 1938 : Josette : Bit Role